# 李瓚 (成化進士)
李瓚（1444年—?），字廷玉，山西平陽府臨汾縣人，軍籍，明朝政治人物。進士出身。

## 生平
早年出身國子生，山西鄉試第八名。成化十四年（1478年）戊戌科會試第二十八名，殿試登進士第三甲第九十九名。

## 家族
曾祖父李思宗。祖父李從善。父亲李□。母郭氏，繼母趙氏。慈侍下。娶梁氏。